# Liste du patrimoine mondial au Salvador
Cet article recense les sites inscrits au patrimoine mondial au Salvador.

## Statistiques
Le Salvador (El Salvador pour l'UNESCO) accepte la Convention pour la protection du patrimoine mondial, culturel et naturel le 8 octobre 1991. Le premier site protégé est inscrit en 1993.
En 2013, le Salvador compte 1 site inscrit au patrimoine mondial, culturel. 
Le pays a également soumis 6 sites à la liste indicative, 3 culturels et 3 mixtes.

## Listes

### Patrimoine mondial
Les sites suivants sont inscrits au patrimoine mondial.
| Site                                | Département | Type                  | Date | Superficie (ha) | Lien | Notes | Coordonnées                         | Illus. |
| ----------------------------------- | ----------- | --------------------- | ---- | --------------- | ---- | ----- | ----------------------------------- | ------ |
| Site archéologique de Joya de Cerén | La Libertad | Culturel, (iii), (iv) | 1993 | 3 200           | 675  |       | 13° 49′ 41″ nord, 89° 22′ 08″ ouest |        |

### Liste indicative
Les sites suivants sont inscrits sur la liste indicative du pays en 2023.
| Site                           | Département | Type                  | Date | Lien | Notes | Coordonnées                         | Illus. |
| ------------------------------ | ----------- | --------------------- | ---- | ---- | ----- | ----------------------------------- | ------ |
| Cacaopera (es)                 | Morazán     | Culturel, (iii), (v)  | 1992 | 211  |       | 13° 46′ 59″ nord, 89° 04′ 59″ ouest |        |
| Chalchuapa                     | Santa Ana   | Culturel, (ii), (iii) | 1992 | 208  |       | 13° 58′ 59″ nord, 89° 40′ 59″ ouest |        |
| Ciudad Vieja / La Bermuda (es) | Cuscatlán   | Culturel              | 1992 | 209  |       | 13° 52′ 01″ nord, 89° 01′ 59″ ouest |        |
| Cara Sucia / El Imposible      | Ahuachapán  | Mixte                 | 1992 | 207  |       | 13° 46′ 59″ nord, 90° 01′ 59″ ouest |        |
| Golfe de Fonseca               | La Unión    | Mixte                 | 1992 | 206  |       | 13° 15′ nord, 87° 45′ ouest         |        |
| Lac de Güija                   | Santa Ana   | Mixte                 | 1992 | 210  |       | 14° 16′ 01″ nord, 89° 31′ 59″ ouest |        |